# Liste der Kulturdenkmale in Oelsitz
In der Liste der Kulturdenkmale in Oelsitz sind die Kulturdenkmale des Riesaer Ortsteils Oelsitz verzeichnet, die bis Oktober 2021 vom Landesamt für Denkmalpflege Sachsen erfasst wurden (ohne archäologische Kulturdenkmale). Die Anmerkungen sind zu beachten.
Diese Aufzählung ist eine Teilmenge der Liste der Kulturdenkmale in Riesa.

## Oelsitz
| Bild                                    | Bezeichnung | Lage                            | Datierung                                                                     | Beschreibung | ID       |
| --------------------------------------- | --- | ------------------------------- | ----------------------------------------------------------------------------- | --- | -------- |
| Direkt Bild zu diesem Denkmal hochladen | Scheune eines Bauernhofes | Riesaer Straße 9 (Karte)        | Ende 19. Jahrhundert                                                          | Fachwerkscheune, seltener Ständerbau mit sichtbarem Fachwerk, in Ecklage Jahnishausener Straße, ortsbildprägend, baugeschichtlich und wirtschaftsgeschichtlich von Bedeutung. Fachwerksichtig, prägt die Einmündung der Straße nach Jahnishausen. | 08965528 |
| Direkt Bild zu diesem Denkmal hochladen | Wohnstallhaus und Seitengebäude eines Bauernhofes                                                                              | Riesaer Straße 18 (Karte)       | Bezeichnet mit 1801 (Wohnstallhaus); um 1870 (Stall); um 1895 (Seitengebäude) | Wohnstallhaus Obergeschoss Fachwerk verputzt, massives Seitengebäude mit gründerzeitlicher Putzfassade, giebelständige Bauten mit Bedeutung für das Ortsbild, baugeschichtlich und wirtschaftsgeschichtlich von Bedeutung. - Wohnstallhaus: zwei Geschosse, Erdgeschoss Natursteingewände, Krüppelwalmdach, neu gedeckt, Putzbau, Obergeschoss vermutlich Fachwerk, original: Dachstuhl, Fenster teilweise alt - Seitengebäude (Wohnhaus an der Straße und angebauter Stallteil): Wohnhaus zwei Geschosse, 3–3 Achsen, um 1895, Stall vermutlich schon um 1870 (?), Kunststeingewände, Satteldach, Putzfassade, original: Haustür, Fenster (?) Fraglich, ob der Hausbackofen noch auf der Hausrückseite vorhanden ist. | 08965497 |
| Direkt Bild zu diesem Denkmal hochladen | Wohnhaus, zwei Stallgebäude und Scheune eines Vierseithofes sowie Toreinfahrt und Vorgarten                                    | Riesaer Straße 20 (Karte)       | Bezeichnet mit 1878                                                           | Geschlossen erhaltenes Gehöft mit gründerzeitlichen Putzfassaden, größte Hofanlage im Ort, baugeschichtlich und wirtschaftsgeschichtlich von Bedeutung. - Wohnhaus: zwei Geschosse, Sandsteingliederung, Drempel, Putzbau, mächtiger Baukörper, saniert, Relief am Giebel, original: Haustür mit Klinke und Sandsteintafel - Stall: Bruchsteinmauerwerk, Sandsteingewände - Scheune: geringer Denkmalwert, Bruchsteinmauerwerk, Hofseite verändert, rückseitig Rolltore | 08965498 |
| Direkt Bild zu diesem Denkmal hochladen | Wohnstallhaus und Stallgebäude eines Bauernhofes                                                                               | Riesaer Straße 21 (Karte)       | 2. Hälfte 18. Jahrhundert                                                     | Wohnstallhaus mit Fachwerk-Obergeschoss, Grundstück rückwärtig vom Jahnamühlgraben begrenzt, eines der ältesten Gebäude im Ort mit hohem Authentizitätsgrad und ortsbildmitbestimmende Wirkung durch Lage neben dem Mühlengrundstück und in der Ortsmitte, baugeschichtlich und wirtschaftsgeschichtlich von Bedeutung. - Wohnstallhaus: zwei Geschosse, Obergeschoss Fachwerk verputzt, Windstücken mit Lehmstaken, Fenster und Dachdeckung neu, traufständig - Seitengebäude Stall: giebelständig, im Winkel zum Wohnstallhaus | 08965500 |
| Direkt Bild zu diesem Denkmal hochladen | Wohnstallhaus eines ehemaligen Vierseithofes                                                                                   | Riesaer Straße 22 (Karte)       | Bezeichnet mit 1871                                                           | Gründerzeitgebäude mit Putzfassade, Bruchsteinmauerwerk mit Sandsteinrahmungen, Drillingsfenster im Giebel, mächtiger Baukörper als Rest einer großen Hofanlage mit großer Wirkung im Ortsbild, baugeschichtlich von Bedeutung. Zwei Geschosse, Sandsteinrahmungen, Reste einer Hofanlage, Bruchsteinmauerwerk verputzt, teilunterkellert, ehemals dreibogige Kumthalle. 2011 im stark ruinösen Zustand, Dach über dem Stallteil des Wohnstallhauses eingebrochen. | 08965499 |
| Weitere Bilder                          | Mühle mit Mühlgraben und Wehr sowie Wohnhaus mit kleinem Vorgarten, Teile der Mühlenausstattung erhalten (Mühlenwerke Oelsitz) | Riesaer Straße 25 (Karte)       | 2. Hälfte 19. Jahrhundert                                                     | Repräsentative Hauptgebäude um 1910 einschließlich Anbau (dieser Fachwerk mit Lehmstakenausfachung Anfang 19. Jahrhundert), vor allem durch seine hoch aufragende Silofront den Ortsmittelpunkt beherrschende Gebäudegruppe mit Wirkung in die Landschaft Richtung Jahnishausen, Bedeutung für die Ortsgeschichte, das Ortsbild und die Technikgeschichte. Das Mühlengebäude erscheint als drei- und viergeschossiges Backsteingebäude mit Putzfassade. An dieses schließt sich ein zweigeschossiger Fachwerkanbau mit Lehmstakenausfachung an. An der Hofseite befindet sich eine Laderampe. Fenster, Türen und Tore sind original. Das Wohnhaus an der Straße hat zwei Geschosse, zeigt Kunststeingewände und ist teilunterkellert. Davor befindet sich ein kleiner Vorgarten. Der Mühlgraben und das Wehr befinden sich südöstlich der Gebäudegruppe. Das weithin sichtbare Mühlengebäude zeigt den üblichen Aufbau einer Getreidemühle mit mehreren Böden (Geschossen) für die Müllerei und die Reinigung, Transmissonskeller, Mahl- oder Walzenstuhlboden, Rohrboden, Plansichterboden und Dachboden. Die Technik hat sich nur noch rudimentär erhalten. Im Untergeschoss befindet sich ein Schütze. Auf dem Walzenstuhlboden stehen zwei Aggregate, ein Walzenstuhl und eine Quetsche für Grieß und Futtermittel. Auf dem Rohrboden und dem Plansichterboden folgen zumeist nur noch fragmentarische Stücke, unter anderem Elevatoren, Absackung, Bremsfahrstuhl und Verteilerschnecke bzw. Aspirateur. Andere Aggregate erscheinen in einem sehr schlechten Zustand, so ein kaputter Trieur und eine defekte Bürstenmaschine (18. Januar 2008). Der Mühlstandort ist älter als der 1911 errichtete Hauptbau (eigentliche Mühlengebäude). In „Werte unserer Heimat“, Band 30 wird erwähnt, dass die Mühle „bereits 1661 mit 3 Mahlgängen und einem Ölgang“ arbeitete. Älter als der Hauptbau sind das Wohnhaus und das winkelförmige Wirtschaftsgebäude (nicht als Kulturdenkmal erfasst) an der Straße sowie der zweigeschossige östliche Anbau mit Fachwerk. Wie man einer historischen Ansicht um 1910 entnehmen kann, war der östliche Anbau ursprünglich länger. Die genannten Gebäude stammen vor allem aus der zweiten Hälfte des 19. Jahrhunderts. Substanz von 1661 hat sich wohl nicht mehr erhalten. Der östliche Trakt des 1911 errichteten Mühlengebäudes ist später zum Teil aufgestockt worden, aus der Mansarde machte man ein Vollgeschoss. | 08965507 |
| Direkt Bild zu diesem Denkmal hochladen | Stallgebäude und Scheune eines Bauernhofes                                                                                     | Riesaer Straße 27 (Karte)       | Um 1820 (Seitengebäude); um 1870 (Scheune)                                    | Stall mit Fachwerk-Obergeschoss, großzügig angelegtes Gehöft unmittelbar neben dem Mühlengrundstück, besondere Wirkung über die Landschaft von Jahnishausen her, baugeschichtlich und wirtschaftsgeschichtlich von Bedeutung, ortsbildprägend. - Stallgebäude: zwei Geschosse, Erdgeschoss massiv, Obergeschoss Fachwerk, zwei Speicherluken, Giebel straßenseitig verbrettert - Scheune: verputzt | 08965508 |
| Weitere Bilder                          | Wegestein | Riesaer Straße 28 (vor) (Karte) | Um 1820                                                                       | Sandstein, historisches Kopfstück mit Schriftblock, Dokument der Verkehrsgeschichte. Kopfstück mit dem auf vier Seiten gut lesbaren Schriftblock original erhalten, Schaft ergänzt als Neufertigung, Aufstellung 1999, Inschriften in Kursivschrift „Riesa / Grossen / Hayn, Gröba / Strehla, Lomatzsch / 2 1/4 St, Lomatzsch“. | 08965530 |
| Direkt Bild zu diesem Denkmal hochladen | Wohnstallhaus (mit Inschrifttafel, ohne Anbau) eines Bauernhofes                                                               | Riesaer Straße 31 (Karte)       | Um 1800                                                                       | Obergeschoss vermutlich Fachwerk (verputzt), schönes Segmentbogenportal, ortsbildprägender Bau, baugeschichtlich von Bedeutung | 08965504 |
| Direkt Bild zu diesem Denkmal hochladen | Wohnstallhaus und Scheune eines Bauernhofes                                                                                    | Riesaer Straße 36 (Karte)       | Um 1820 (Wohnstallhaus); bezeichnet mit 1902 (Scheune)                        | Wohnstallhaus zum Teil mit Fachwerk-Obergeschoss, Rückseite mit Lehmstakung, Segmentbogenportal, massive Scheune, die Ortstypik bestimmende Bauten, ablesbar die Entwicklung des Hofes, baugeschichtlich und wirtschaftsgeschichtlich von Bedeutung. - Wohnstallhaus: Wohnhaus vorn um 1870, Giebel mit Krüppelwalm, Fenster neu, drei Achsen, an das alte Wohnstallhaus angebaut, dieses mit Fachwerk-Obergeschoss, Erdgeschoss Bruchsteinmauerwerk, zwei Speicherluken, Rückseite Fachwerk mit Lehmstakung - Scheune: saniert, zwei große Tore | 08965503 |
| Direkt Bild zu diesem Denkmal hochladen | Seitengebäude und Scheune eines Dreiseithofes sowie Vorgarten                                                                  | Riesaer Straße 38 (Karte)       | 2. Hälfte 18. Jahrhundert (Seitengebäude); um 1870 (Scheune)                  | Seitengebäude mit Fachwerk-Obergeschoss, Scheune massiv mit zwei mittigen Toren, den Dorfcharakter mitbestimmende, ortstypische Gebäude, baugeschichtlich und wirtschaftsgeschichtlich von Bedeutung. - Wohnstallhaus: zwei Geschosse, Erdgeschoss Bruchsteinmauerwerk, Obergeschoss Fachwerk, straßenseitiger Giebel verbrettert, Lehmstakung - Scheune: zwei große Tore, Bruchsteinmauerwerk, Pfeiler zwischen den Toren Sandsteinquader und Eckquader an den Toren Wohnhaus kein Denkmal. | 08965502 |

## Tabellenlegende
- Bild: Bild des Kulturdenkmals, ggf. zusätzlich mit einem Link zu weiteren Fotos des Kulturdenkmals im Medienarchiv Wikimedia Commons. Wenn man auf das Kamerasymbol klickt, können Fotos zu Kulturdenkmalen aus dieser Liste hochgeladen werden:
- Bezeichnung: Denkmalgeschützte Objekte und ggf. Bauwerksname des Kulturdenkmals
- Lage: Straßenname und Hausnummer oder Flurstücknummer des Kulturdenkmals. Die Grundsortierung der Liste erfolgt nach dieser Adresse. Der Link (Karte) führt zu verschiedenen Kartendiensten mit der Position des Kulturdenkmals. Fehlt dieser Link, wurden die Koordinaten noch nicht eingetragen. Sind diese bekannt, können sie über ein Tool mit einer Kartenansicht einfach nachgetragen werden. In dieser Kartenansicht sind Kulturdenkmale ohne Koordinaten mit einem roten bzw. orangen Marker dargestellt und können durch Verschieben auf die richtige Position in der Karte mit Koordinaten versehen werden. Kulturdenkmale ohne Bild sind an einem blauen bzw. roten Marker erkennbar.
- Datierung: Baubeginn, Fertigstellung, Datum der Erstnennung oder grobe zeitliche Einordnung entsprechend des Eintrags in der sächsischen Denkmaldatenbank
- Beschreibung: Kurzcharakteristik des Kulturdenkmals entsprechend des Eintrags in der sächsischen Denkmaldatenbank, ggf. ergänzt durch die dort nur selten veröffentlichten Erfassungstexte oder zusätzliche Informationen
- ID: Vom Landesamt für Denkmalpflege Sachsen vergebene, das Kulturdenkmal eindeutig identifizierende Objekt-Nummer. Der Link führt zum PDF-Denkmaldokument des Landesamtes für Denkmalpflege Sachsen. Bei ehemaligen Kulturdenkmalen können die Objektnummern unbekannt sein und deshalb fehlen bzw. die Links von aus der Datenbank entfernten Objektnummern ins Leere führen. Ein ggf. vorhandenes Icon  führt zu den Angaben des Kulturdenkmals bei Wikidata.